# Hermandad de la Misericordia (Córdoba)
Piadosa Hermandad del Santísimo Sacramento y Santos Mártires de Córdoba y Cofradía de Nazarenos del Santísimo Cristo de la Misericordia y Nuestra Señora de las Lágrimas en su Desamparo. Esta hermandad hace estación de Penitencia el miércoles Santo en Córdoba, España. Tiene sede canónica en la Basílica de San Pedro (Córdoba).

## Historia
En 1534 se aprueban los primeros estatutos de la Hermandad del Santísimo Sacramento.
En 1673 se funda la Hermandad de los Santos Mártires, cuyos restos fueron hallados en 1575 en el subsuelo de la iglesia de San Pedro. 
En 1741 se fusionan la Hermandad del Santísimo Sacramento y la Hermandad de los Santos Mártires.
En 1937 se funda en la Parroquia de la Magdalena la Hermandad del Santísimo Cristo de la Misericordia por un grupo de jóvenes cofrades cordobeses encabezado por Francisco de Sales Melguizo Fernández. En 1950 se incorpora como cotitular a Nuestra Señora de las Lágrimas en su Desamparo. En 1956 se cierra la iglesia de la Magdalena y la hermandad se traslada definitivamente a la iglesia de San Pedro, hoy Basílica Menor. entre 1985 y 1998 los titulares reciben culto en el convento de las religiosas jerónimas de Santa Marta ya que San Pedro fue cerrada por obras. Durante esos años las imágenes eran trasladadas a la Santa Iglesia Catedral para hacer estación de penitencia saliendo de la misma.
En el año 2000 se fusionan la Hermandad del Santísimo Sacramento y Santos Mártires y la Hermandad del Santísimo Cristo de la Misericordia y Nuestra señora de las Lágrimas en su Desamparo.

## Titulares
- Santísimo Sacramento.
- Santos Mártires de Córdoba:

La hermandad venera las sagradas reliquias de los Santos Mártires de Córdoba que se conservan en una urna de plata del siglo XVIII y que preside el retablo de la capilla del Sagrario de la Basílica Menor de San Pedro.
- Santísimo Cristo de la Misericordia:

El Cristo es una obra anónima del siglo XVI, restaurada por Rafael Díaz Peno en 1939 y por Rivera Valle en 1983.
- Nuestra Señora de las Lágrimas en su Desamparo:

La imagen de la Virgen es también anónima de finales del siglo XVI restaurada por Rafael Díaz Peno en 1950 (en los Talleres de Rafael Díaz Fernández), por Manuel Camacho Melero en 1978, por Ignacio Torronteras Paz en 1987 y Enrique Ortega en el 2008.

## Acompañamiento musical
- "Capilla musical de la Misericordia" en los actos solemnes de culto de la hermandad. Creada en 1940, en 1949 fue la última actuación. Se reorganiza en 2013 hasta la actualidad.

- Banda de Cornetas y Tambores  "Nuestro Padre Jesús Caído y Nuestra Señora de la Fuensanta" de Córdoba tras el paso del Stmo. Cristo de la Misericordia desde el año 2011.[1]
- Banda de Música "María Santísima de la Esperanza" de Córdoba tras el paso de palio de Ntra. Sra. de las Lágrimas en su Desamparo desde el año 2008.[2]

## Recorrido 2022
SALIDA CRUZ DE GUÍA: 19:20 h.
Plaza de San Pedro, Escultor Juan de Mesa (c/ del Poyo), plaza de la Almagra, plaza del Socorro, plaza de la Corredera, Rodríguez Marín (Espartería), Tundidores, Fernando Colón, Maese Luis, Huerto de San Pedro el Real, Compás de San Francisco, San Fernando (c/ Feria), plaza Cruz del Rastro, Ronda de Isasa (Ribera), plaza del Triunfo, Torrijos, Cardenal Herrero, CATEDRAL, plaza de Santa Catalina, Magistral González Francés, Cardenal González, Lucano, Lineros, Don Rodrigo, Plaza de San Pedro.
ENTRADA: 00:30 h.

## Patrimonio Musical
- Misericordia, Señor; Dámaso Torres García, 1949.
- Lágrimas y Desamparo; Francisco Melguizo Fernández, 1950.
- Cristo de la Misericordia; Blas Martínez Serrano, 1952.
- Misericordia; Miguel Ángel Melguizo, 1997.
- En tus Lágrimas, Misericordia; Antonio García Castellano y Pedro Manuel Pacheco, 2005.[3] (Banda de cc. y tt. Coronación de Espinas).
- Misericordiam Tuam; Emilio Escalante Romero, 2015 (Banda de cc. y tt. Caído y Fuensanta).
- Cristo del Sagrario; de Francisco Ortiz Morón, 2019. (Banda de cc. y tt. Caído y Fuensanta).

| Predecesor: La Paz | Orden de entrada en la carrera oficial (Miércoles Santo) Cuarto lugar | Sucesor: Hermandad de la Pasión |